# Vefa
Vefa é um bairro de Istambul, Turquia, que faz parte do distrito de Fatih. Situa-se  a noroeste da secção mais oriental do Aqueduto de Valente, aproximadamente a noroeste do centro histórico de Sultanahmet. Entre 1928 e 2008 fez parte do distrito entretanto extinto de Eminönü.
O bairro é muito pitoresco e rico em monumentos, quer bizantinos, como Mesquita de Kalenderhane (antiga Igreja de Teótoco Ciriotissa) e a Mesquita Vefa Kilise (Vefa Kilise Camii ou Molla Gürani Camii, antiga Igreja de São Teodoro), quer otomanos, dos quais o mais proeminente é a Mesquita de Solimão, a maior de Istambul se não se considerar Santa Sofia como mesquita, e a situada num ponto mais elevado.
O bairro é sede do Vefa S.K., um dos clubes de futebol mais antigos de Istambul, fundado em 1908. Uma das atrações turísticas do bairro é a loja de boza Vefa Bozacısı, a mais antiga ainda ativa da cidade.